# Parc régional du Scheutbos
Le parc du Scheutbos ou parc du Scheutbosch (du néerlandais "bois de pousses") est un espace vert de 6 hectares à vocation écologique et récréative à Molenbeek-Saint-Jean, à proximité du boulevard Louis Mettewie, et géré par Bruxelles Environnement – IBGE. Cet espace, malgré son nom, n'est plus un bois, mais une friche. 44 ha du domaine sont constitués d'un site classé et les 6 ha restants sont un parc régional. Le site a été classé pour ses qualités paysagères, historiques, son maillage bleu et vert, ainsi que pour sa grande biodiversité. Il s'insère dans la promenade verte de la Région bruxelloise.

## Histoire[3]

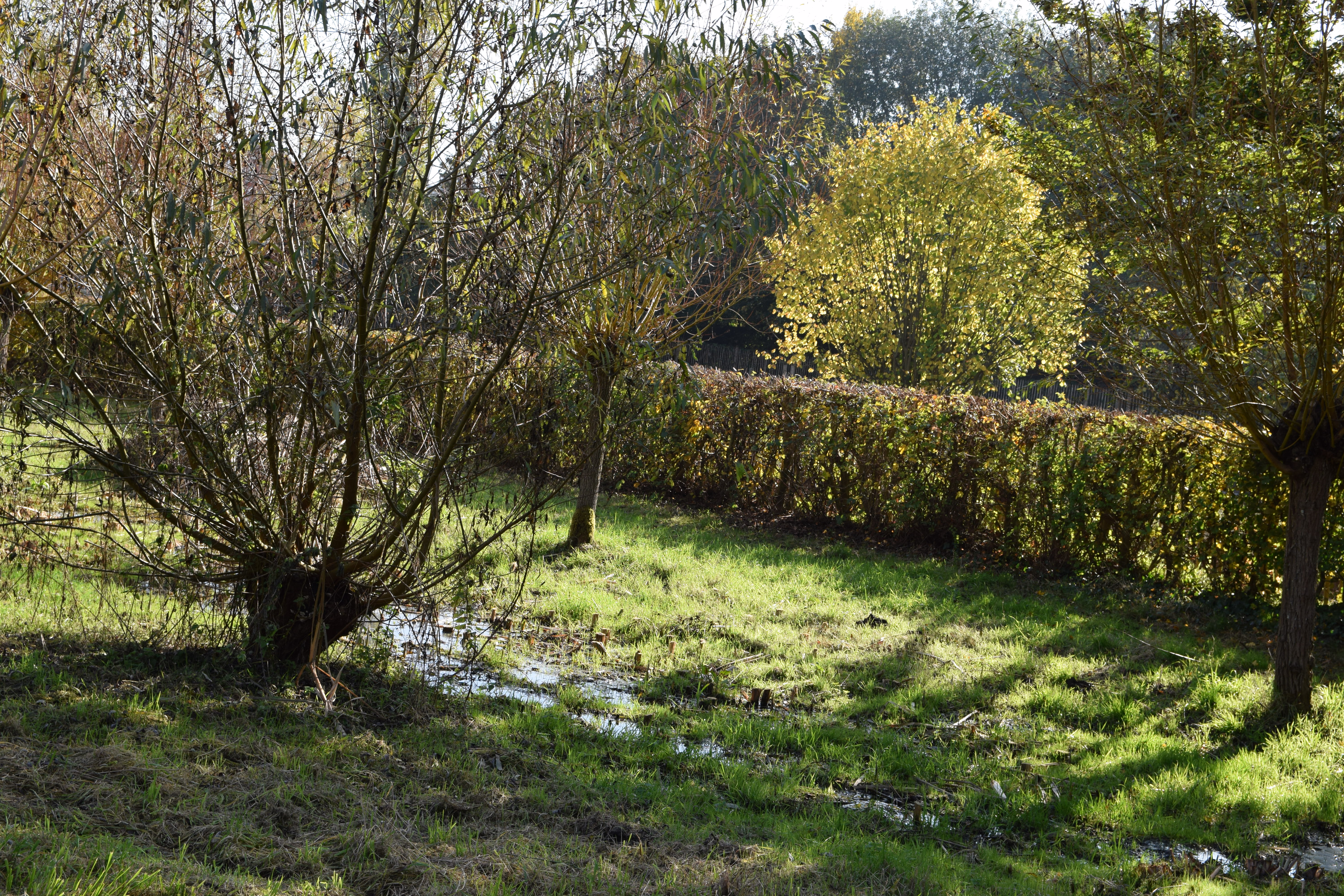
Le Leybeek

Le Scheutbos portait aussi le nom de Brembosch (brem signifiant genêt). Cette appellation laisse supposer que les landes à genêts occupaient jadis une vaste étendue. Aujourd'hui, on peut encore voir du genêt en bordure du chemin lorsque l'on quitte le parc en direction du "Foyer des Orphelins" et la rue de la Vieillesse heureuse.
Au VIIIe siècle, la région du Scheutbos était une forêt houillère. 400 ans plus tard, cette dernière a été presque entièrement défrichée et transformée en terres agricoles. Plusieurs fermes – dépendant des châteaux de Moortebeek et de Ravenstein, fiefs de la Cour de Brabant – y sont mentionnées dès cette époque dans le fond de la vallée. Leurs terres sont délimitées, au nord, par un bois de haute futaie – le Scheutbos – et, dans la vallée où coulent les ruisseaux du Maelbeek et du Leybeek, par un chapelet d'étangs et de prairies humides.

### Lieu de pèlerinage
À proximité de la confluence des deux ruisseaux qui descendent vers Molenbeek, au bord de l'actuelle rue Van Soust, Charles le Téméraire posait la première pierre de la chapelle Notre-Dame de Grâce vers 1450. C'est le premier acte de l'installation d'une communauté de chartreux sur un lieu de pèlerinage en plein développement.
Les miracles attribués à la Vierge Marie, dont un pieux berger du hameau de Moortebeek avait accroché une statuette au tronc d'un tilleul qu'il avait planté sur le Hooge Cauter, attiraient de plus en plus de déshérités. Les chartreux, chers au cœur du duc de Bourgogne, avaient pour mission d'en gérer le flux et d'organiser le culte.
Premier prieur d'une communauté d'une quinzaine de moines, Henri de Loën fait rehausser le mur de clôture pour y adosser les logis des moines, blottis près de la chapelle. Le domaine s'étend déjà du chemin de Dilbeek – actuelle chaussée de Ninove – jusqu'au Molenbeek lorsque Adolphe de Clèves, seigneur de Ravenstein, pose solennellement la première pierre de l'église abbatiale. La situation politique troublée ne permettra de l'achever que 60 ans plus tard, en 1531, grâce aux dons de Charles Quint. L'hôtel abbatial renferme, à l'étage, une somptueuse bibliothèque que ne consultent guère les enfants pauvres du voisinage, pris en charge par les moines pour l'enseignement de la religion et des bonnes mœurs.
Devant l'ampleur des dégâts causés par les troupes calvinistes entre 1578 et 1585, les chartreux finissent par renoncer à la restauration du monastère et achètent un terrain en ville, le long de la rue des Fabriques, pour y construire une nouvelle bâtisse. Pour ce faire, ils n'hésitent pas à se servir des pierres du couvent détruit. Les dernières traces de l'ancienne abbaye disparaissent lors de la percée, sous le régime hollandais, de la chaussée de Ninove qui traverse le site de part en part. 
Seule rescapée, la chapelle restaurée devient un lieu de pèlerinage jusqu'à l'interdiction des ordres religieux sous la domination autrichienne. Rendue au culte en 1863 à l'initiative des pères de Scheut, ordre missionnaire très puissant, la chapelle devient le chœur d'une nouvelle église, achevée en 1908. Désireux de moderniser leur infrastructure, les scheutistes décident de vendre le terrain comprenant le séminaire et l'église, qui sont détruits vers 1980 pour la construction d'une grande surface commerciale. Un nouveau complexe les abrite désormais à l'angle de la chaussée de Ninove et de la rue de l'Obus.

### Champ de bataille
La position stratégique du plateau du Scheutbos, à un jet de pierre de la capitale, lui vaut d'être le théâtre de deux batailles restées célèbres dans l'histoire du Brabant. Lors de la bataille de Scheut, le kwaed woensdag 17 août 1356, les troupes brabançonnes se font battre sévèrement par l'armée du comte de Flandre, Louis De Maele, qui tente de conquérir par la force le trône qu'il réclame au nom de sa femme Marguerite, qu'il estime héritière légitime du duché de Brabant. 
Le Scheutbos a, ensuite, le triste privilège de servir de théâtre d'opérations aux canons de François Neufville, duc de Villeroy et maréchal de France, chargé en 1695 par le roi de France, Louis XIV, de faire le siège de Bruxelles dans le cadre de sa campagne de conquête des Pays-Bas méridionaux. Il voulait tenter d'y attirer les troupes alliées pour desserrer le siège de Namur dans lequel les 15.000 hommes du maréchal de Boufflers étaient encerclés depuis le 2 juillet. C'est à partir de ce plateau situé aux abords de la porte de Flandre que le centre de Bruxelles est bombardé pendant 48 heures de manière ininterrompue, du 13 au 15 août : 3.000 bombes et 1.200 boulets rouges ont réduit en cendre près de 4.000 édifices de la capitale, maisons bourgeoises, édifices publics et religieux, soit un tiers de sa superficie bâtie.
Non loin des actuelles rues Paloke et Kasterlinden, le 23 juin 1944, peu de jours après le débarquement de Normandie, un bombardier américain B24 Liberator (41-28822) du 487th Bomb Group (Heavy) s'est écrasé après avoir été pris sous les tirs de la FLAK allemande (la DCA - défense contre avions - allemande) qui était située à la Gare de l'Ouest à Molenbeek. Les neuf membres de l'équipage du bombardier furent tués.

### Urbanisation progressive

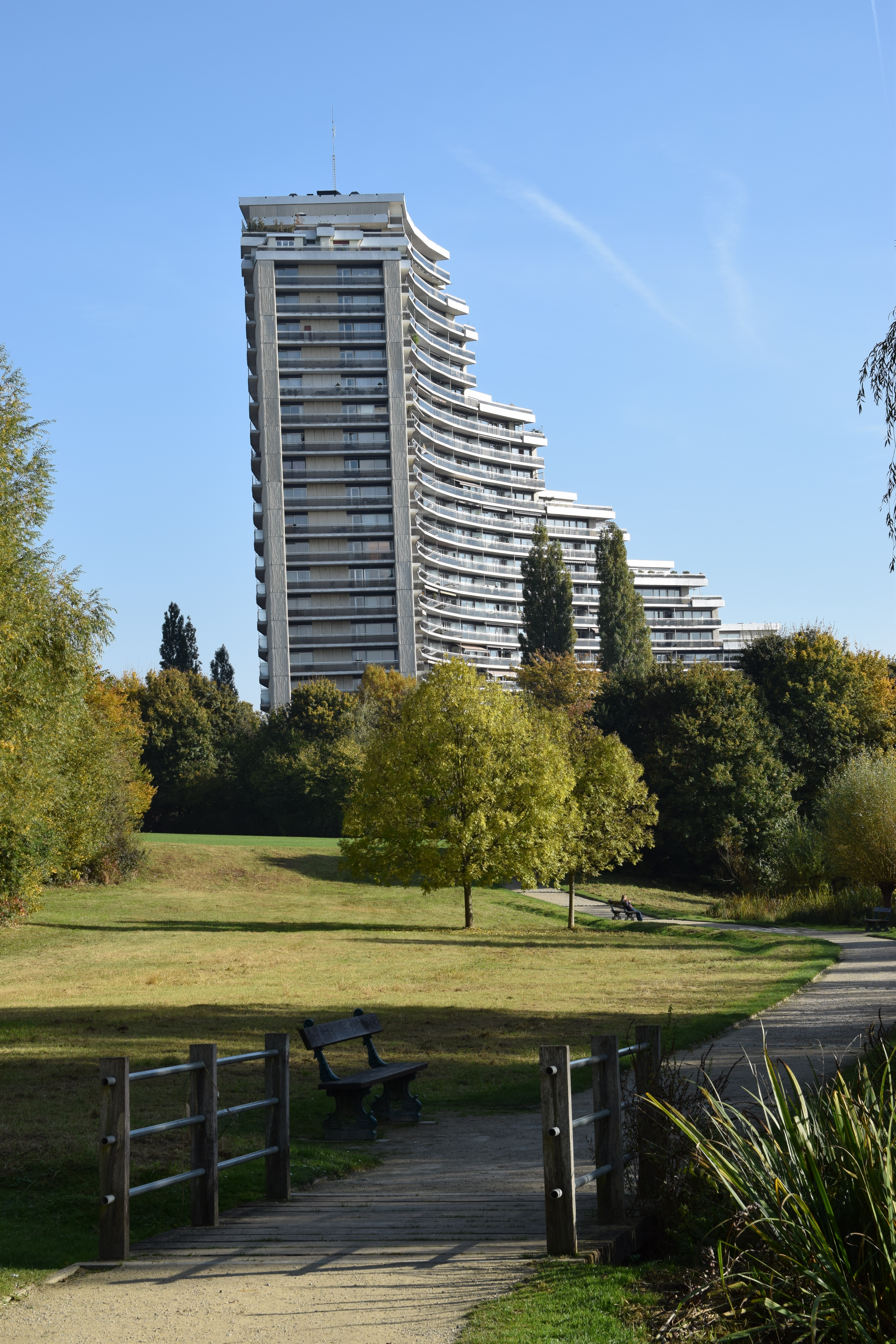
Vue sur Molenbeek-Saint-Jean

L'urbanisation du Scheutbos commence dès le XIXe siècle. Les étangs sont remblayés en 1828, au moment de la construction de la chaussée de Ninove à travers des parcelles appartenant au couvent des Chartreux. Les bois sont grignotés tandis qu'au tournant du XXe siècle, les prairies gagnent les hauteurs au détriment des cultures. Le percement des boulevards Louis Mettewie et Edmond Machtens dans l'entre-deux-guerres, entraîne en outre le voûtement partiel des ruisseaux et l'assèchement des zones marécageuses. 
Au lendemain de la Seconde Guerre mondiale, l'urbanisation du site s'accélère : l'hospice et la Cité Joyeuse amputent sa partie nord, l'athénée flamand de Molenbeek entame son flanc est, des immeubles-tours sont érigés au nord-est. Un plan d'aménagement de 1947, modifié en 1961, prévoit même son lotissement complet. Heureusement, une révision du plan intervient en 1990 pour permettre la création d'un espace vert. Elle est approuvée deux ans plus tard. Le plateau est, quant à lui, sauvé définitivement grâce à son classement comme site en 1997, à l'exception d'un terrain de 2 hectares destiné à l'implantation d'une clinique gériatrique. 

## Création et description du parc et du plateau[3]
L'aménagement du parc du Scheutbos, réalisé par l'architecte paysagiste Robert Vanderhulst, distingue deux espaces d'ambiance contrastée : à proximité du boulevard, un parc paysager classique, épousant les pentes de la vallée, à destination des zones résidentielles riveraines ; sur la colline, une zone naturelle préservée assurant une transition entre la ville et la campagne. 

### Le parc paysager

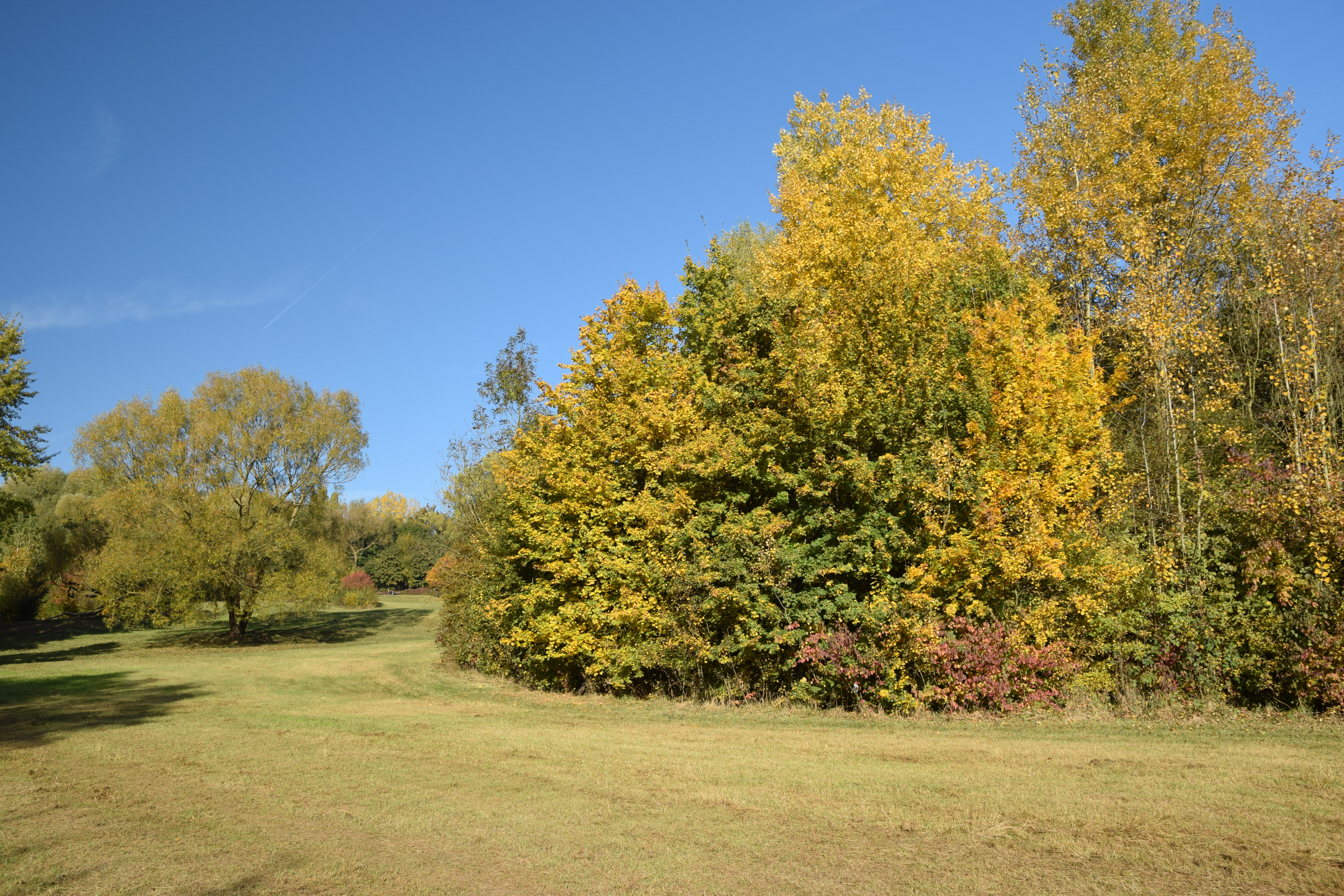
L'automne au parc

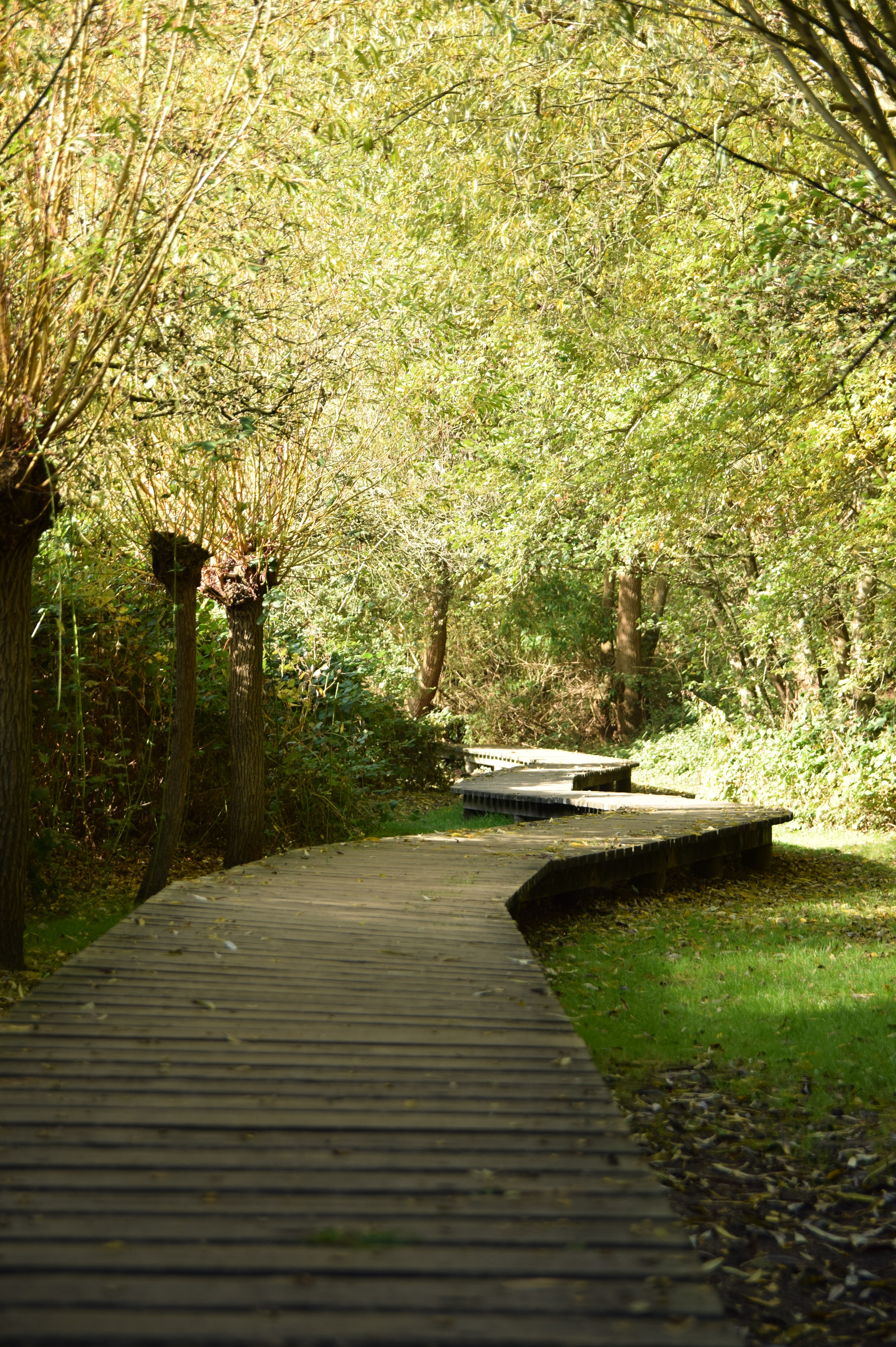
Caillebotis en bois

Le parc de 6 hectares a été aménagé entre novembre 1993 et octobre 1995 le long du boulevard Louis Mettewie et de la rue Van Hemelrijk. Il est couvert de prairies parcourues par des chemins existants, réaménagés et élargis, et délimitées par des massifs d'arbustes indigènes et quelques grands arbres assurant la transition avec les immeubles très élevés du quartier. En haut de la colline et sur son flanc est, des alignements d'arbres ont été préservés : saules blancs, peupliers, bouleaux, érables, chênes, sureaux. Un bois de charmes et de chênes pâturés illustre bien à quoi devaient ressembler les bois communaux avant le développement de la sylviculture. Un verger d'anciennes variétés d'arbres fruitiers à haute tige occupe une partie de la colline.
À l'initiative de Bruxelles-Environnement et du Cercle horticole des coins de terre, une expérience pilote d'intégration d'espaces cultivés aux parcs publics urbains a pris place en lisière du parc du Scheutbos. Deux douzaines de potagers protégés par une haie vive et séparés du parc par le Leybeek, agrémenté de deux mares, assurent une fonction sociale particulière au site. Le ruisseau a été remis à ciel ouvert et élargi pour créer une zone inondable à laîches des marais. De petites digues de retenue ont aussi été élevées pour augmenter encore la surface des zones inondables et valoriser la présence de l'eau. A l'extrémité de saulaie marécageuse qui la borde, un caillebotis en bois permet de rejoindre à pieds secs les prairies du plateau supérieur, partie intégrante de la réserve naturelle. Vers le boulevard, le ruisseau parcourt une vaste roselière.

### Une relique du Pajottenland

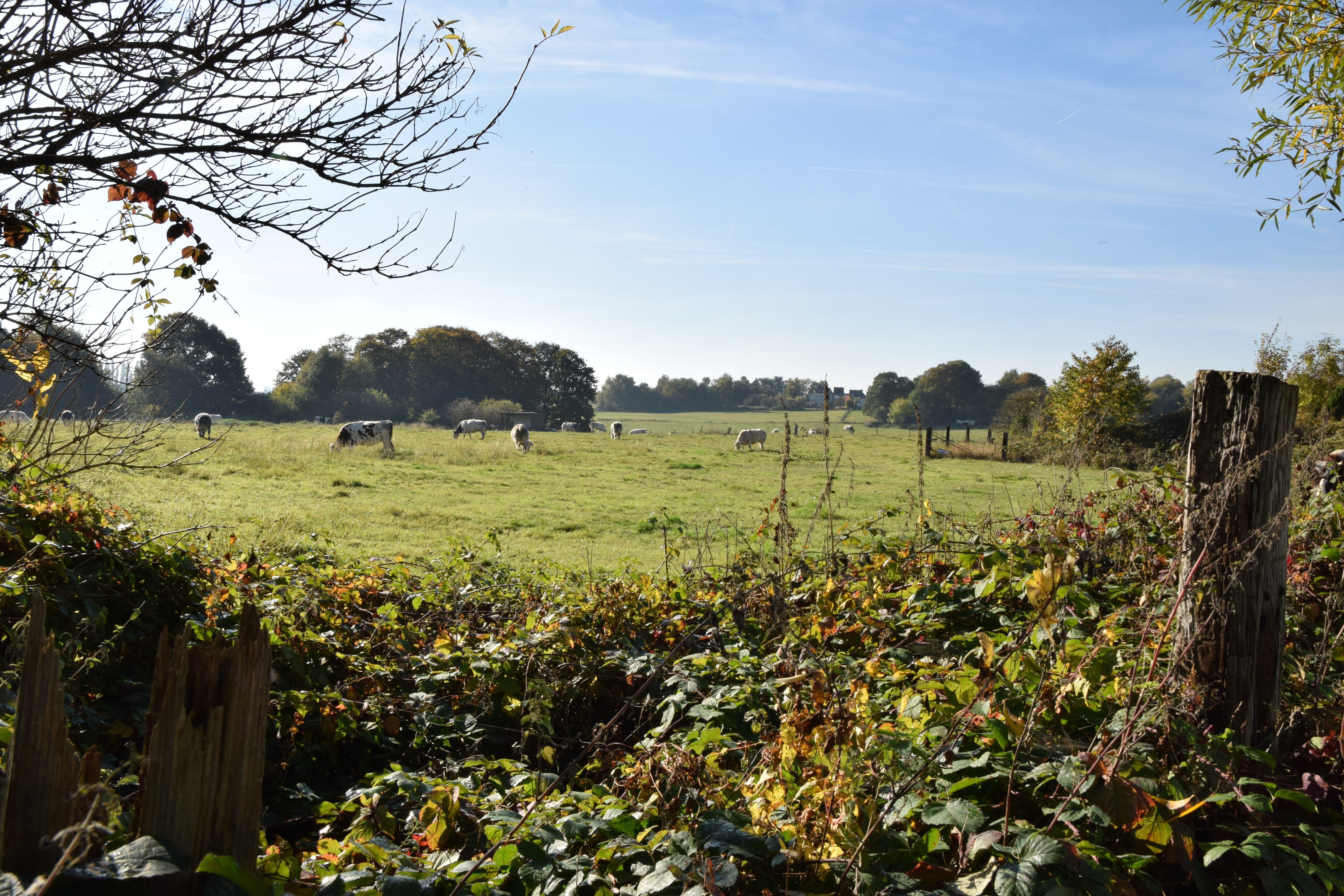
Prairies pâturées par des vaches indigènes

Paysage typique et préservé du Pajottenland, le plateau de 50 hectares qui surplombe le parc du Scheutbos est essentiellement composé de pâturages, entretenus par un troupeau de bovidés. 
La réserve naturelle, peu aménagée, permet la préservation de différents biotopes : massifs boisés, roselières, vastes prairies fauchées, friches arbustives, ronciers, taillis, verger d'anciennes variétés. Relief doux agrémenté de petites pentes et de talus, bosquets, prairies et quelques grands arbres en font un paysage brabançon typique, très horizontal.
Deux anciens chemins vicinaux traversent le site : le chemin nord-sud n° 21, dit rue de Raedt, tout en creux, et le chemin est-ouest n° 22 bordé de vieilles aubépines, dans la prolongation de la rue de l'Oiselet.

## Gestion différenciée
Au fil des ans, les haies et les arbustes, plantés ou conservés, se développent, les arbres fruitiers hautes tiges portent fruits, les prés s'enrichissent de l'arrivée de nouvelles espèces de graminées et de légumineuses, avec leur long cortège de fleurs. Le ruisseau accueille une faune disparue depuis longtemps de ce côté-ci du site.
Le parc est entretenu selon les principes de la gestion différenciée : les interventions, traditionnelles et plus fréquentes du côté de l'espace vert classique (tontes des pelouses, tailles des arbres, des haies et des arbustes, brossage des revêtements), se singularisent lorsqu'on s'en éloigne.
Les prés et le verger sont fauchés deux fois par an – plus de trois hectares – avec préservation de certaines surfaces (principes de réserve pour la nidification des oiseaux, la dispersion des graines, l'intérêt des floraisons), les zones humides demandent un entretien adapté à leur vulnérabilité.

## Sculptures[3]

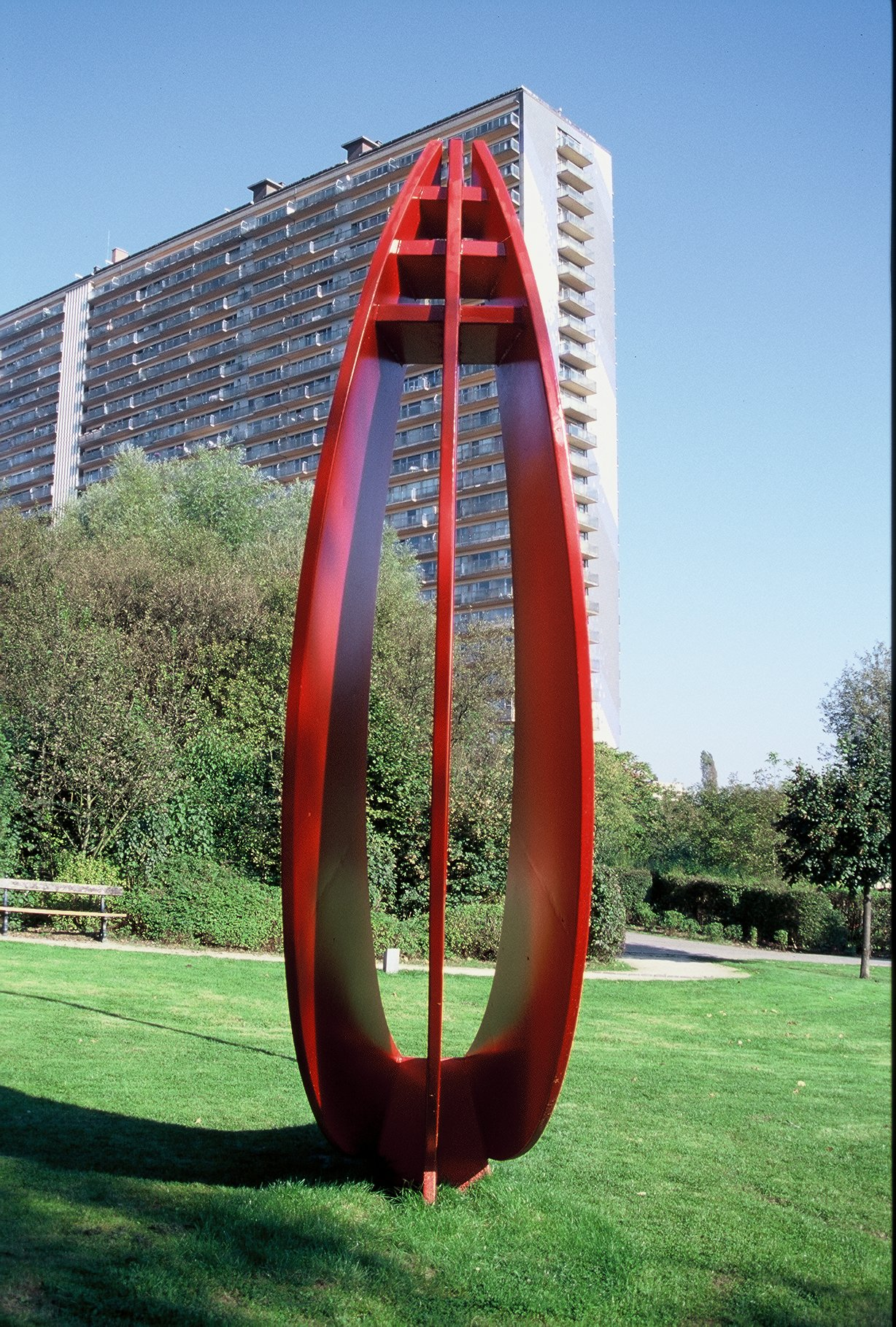
Croissants de lune

- Croissants de lune (Thierry Bontridder, prix 2000 de la sculpture dans les parcs) : la sculpture figure, d'après l'artiste lui-même, l'évolution des croissants du clair de lune et de la terre. Les trois éléments dont elle se compose expriment la croissance des corps célestes, mais aussi les rapports des êtres animés dans le temps et l'espace. La contre-courbe suggère un jet de lumière, lien invisible qui maintient les choses et les forces en orbite, sorte d'arc-en-ciel qui manifeste la splendeur de la présence.

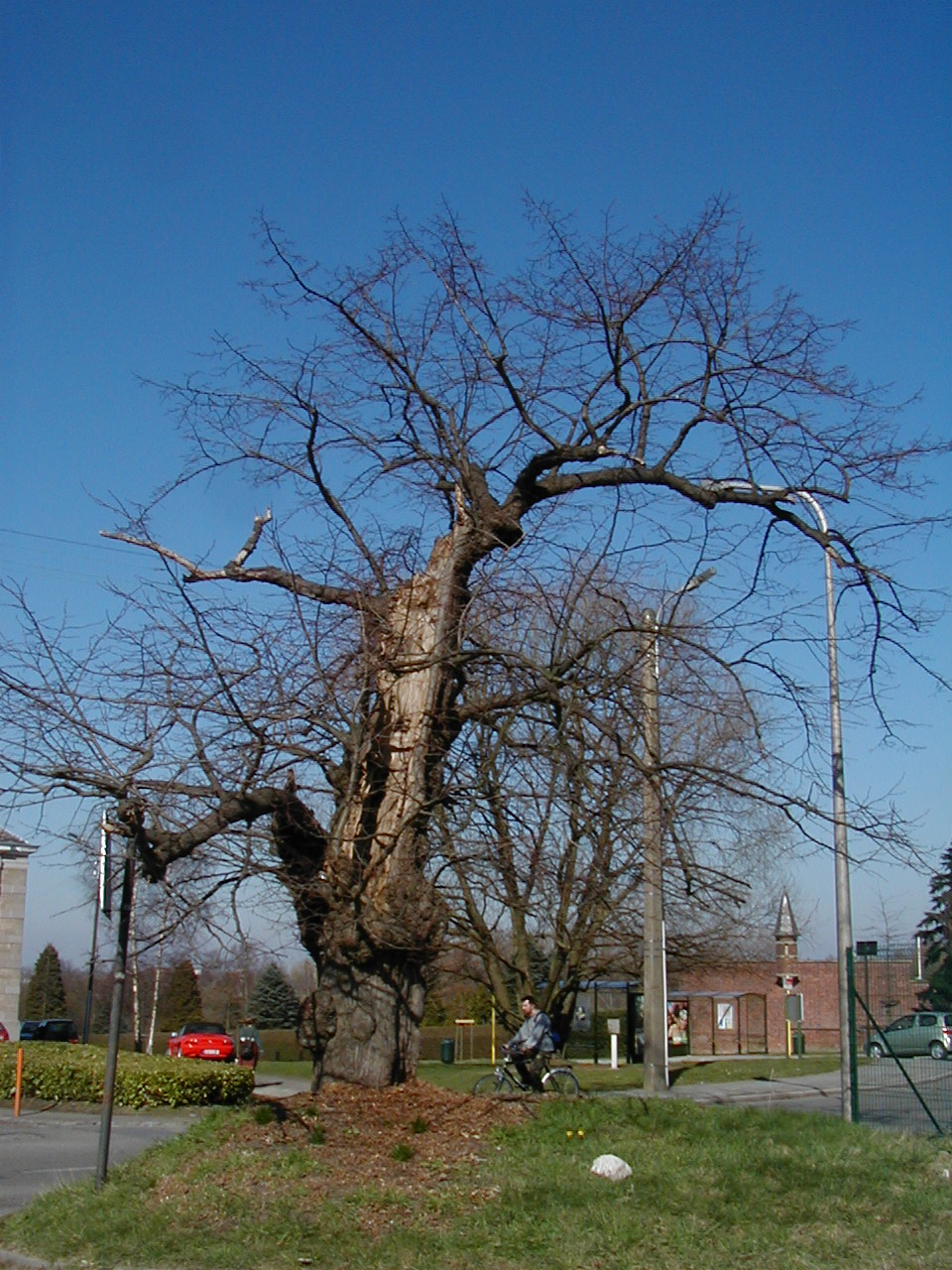
Kasterlinden, tilleul tricentenaire

- Kasterlinden : situé au croisement de cinq routes, dont les rues Elbers et Kasterlinden, un tilleul est déjà mentionné sur un schéma cadastral de 1700 et repris sur la carte de Philippe Vandermaelen de 1858. Frappé par la foudre à deux reprises, il a perdu l'essentiel de sa couronne, ne laissant subsister qu'un gros tronc blessé.

## La Maison de la nature[5]
La "Maison de la Nature" a été récemment inaugurée (2018) dans une ancienne ferme rénovée le long de la chaussée de Ninove (n° 997) grâce à la collaboration entre les amis du Scheutbos et la commune. 
Ouverte aux associations, elle compte une ferme d'animation avec basse-cour, étables, potagers, ateliers et espaces de stockage. Outil pédagogique à l'attention des écoles, elle est accessible à tous les amoureux de la nature désireux d'en savoir plus sur l'environnement. 